# Vieux Fort (quận)
Về thị trấn tại Guadeloupe, xem Vieux-Fort, Guadeloupe.
Vieux Fort is located in the southern part of đảo quốc Saint Lucia ở Caribe. Quận có đô thị lớn thứ hai và sân bay của đất nước.